# Wasserbehälter (Wasserwirtschaft)

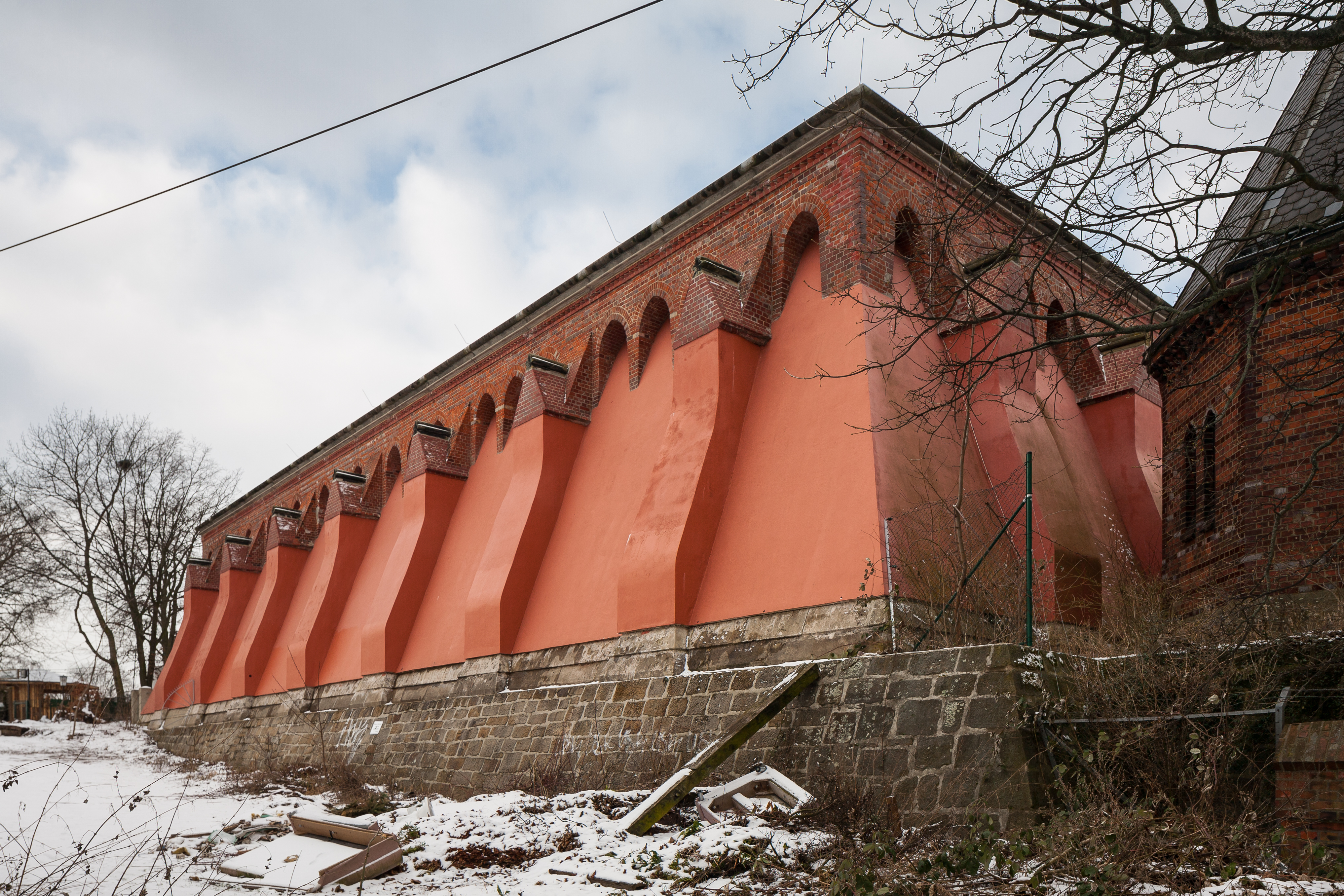
Der Wasserhochbehälter auf dem Lindener Berg in Hannover

Wasserbehälter (Wasserspeicher) sind Sammelbehälter insbesondere zur Speicherung von Trinkwasser. Sie dienen in erster Linie dem Ausgleich zwischen Wasserdargebot und Wasserbedarf (Mengenspeicher) beziehungsweise der Erzielung eines möglichst gleichmäßigen Versorgungsdruckes (Druckspeicher). Sie sollen auch Verbrauchsspitzen abdecken.
Trinkwasserbehälter werden grundsätzlich unterschieden in: Hochbehälter und Tiefbehälter. Zu den Hochbehältern zählen auch Wassertürme. Sie werden weiter unterschieden, je nach ihrer topografischen und geografischen Lage im Versorgungsnetz und Funktion in Zentralbehälter, Gegenbehälter und Durchlaufbehälter.
Hochbehälter werden befüllt entweder durch höhergelegene Quellen/Wassergewinnungen im freien Gefälle oder durch Pumpen, die das Wasser aus den tiefer gelegenen Gewinnungen hochpumpen. Tiefbehälter stehen meist in Verbindung mit der Wassergewinnung vor Ort (Brunnen), aus denen Pumpen das Wasser ins Verteilernetz und auch in die Hochbehälter fördern. Im Verteilernetz können Durchlaufbehälter die Funktion von Zwischenspeicher übernehmen.
Weil die Wasserförderung aus Grundwasserschichten, Gewässerquellen, Fließ- und Stillgewässern (Talsperren) stetigen – insbesondere jahreszeitlichen – Schwankungen unterliegt, muss ein Ausgleich zwischen Wasserzufluss und -verbrauch geschaffen werden, damit die Verbrauchsspitze abgedeckt werden kann. Dieser Ausgleich wird durch Wasserbehälter unter anderem durch Miteinbeziehung von Pumpanlagen und einem oftmals weit verzweigten Wasserleitungssystem erreicht.
Die Funktionen von Wasserbehältern unterscheiden sich nach ihrer Lage innerhalb eines Wasserversorgungsnetzes bzw. ihrer Betriebsweise. Wasserbehälter auf Erhebungen bestimmen und begrenzen den Druck in ihrem Versorgungsgebiet und erhöhen die Versorgungssicherheit, solche in tieferen Lagen speichern die erforderlichen Wassermengen. Innerhalb solcher Netze gibt es auch Durchlaufbehälter, die als Zwischenspeicher dienen. Wasserbehälter dienen auch der Bevorratung von Wasser zur Brandbekämpfung.
Wasserbehälter, deren Dimensionierung vom durchschnittlichen Verbrauch innerhalb ihres Versorgungsgebiets abhängt, müssen baulich so ausgeführt werden, dass keine Ablagerungen, Verschmutzungen und Schwimmschichten sowie sonstige Veränderungen in bakteriologischer, biologischer, chemischer und physikalischer Hinsicht auftreten können und das darin zu speichernde Wasser keine nachteiligen Veränderungen durch Erwärmung oder Abkühlung unterliegt.
Wasserspeicher waren schon in der Antike bekannt z. B. in Ägypten (Sadd-el-Kafara), in Israel (Salomonischer Teich) und im römischen Reich. Als Vorläufer der modernen Wasserspeicher können Brunnen und Zisternen (z. B. in Burgen) angesehen werden.

## Planung, Bau, Betrieb

### Deutschland
Für die Planung, den Bau, Betrieb, Unterhalt und Reinigung der Trinkwasserspeicherbehälter ist das technische Regelwerk des DVGW (Deutscher Verein des Gas- und Wasserfaches) anzuwenden.